# Myristica womersleyi
Myristica womersleyi är en tvåhjärtbladig växtart som beskrevs av James Sinclair (botaniker).
Myristica womersleyi ingår i släktet Myristica och familjen Myristicaceae. Inga underarter finns listade i Catalogue of Life.